# Stade du 26 Mars
Het Stade du 26 Mars (Nederlands: 26 maart stadion) is een stadion in de Malinese hoofdstad Bamako. Het stadion ligt ongeveer 10 kilometer zuid-oost van het centrum. In het stadion is plek voor 55.000 toeschouwers.
Het stadion wordt gebruikt voor de voetbalclub Stade Malien. Ook het nationale elftal van Mali speelt er wedstrijden.

## Naam
Het stadion is gebouwd in 2001 en de naam komt van de dag waarop "Martyrs' Day" in Mali wordt gehouden. Op 26 maart 1991 Mali#Burgeroorlogen en staatshervormingen jaren negentig braken studentenprotesten tegen het regime uit. Generaal Moussa Traoré werd die dag afgezet en uiteindelijk resulteerde dit in een vredesverdrag.

## Afrikaans kampioenschap voetbal 2002
In 2002 werden in dit stadion voetbalwedstrijden voor de Afrika Cup van dat jaar gespeeld. In dit stadion werden 5 van de 6 wedstrijden in poule A gespeeld en daarnaast ook nog een kwartfinale, halve finale en de finale. In de finale won Kameroen na strafschoppen van Senegal.
| № | Datum            | Wedstrijd          | Uitslag          | Afrika Cup 2002 | Toeschouwers |
| - | ---------------- | ------------------ | ---------------- | --------------- | ------------ |
| 1 | 19 januari 2002  | Mali – Liberia     | 1 – 1            | Groepsfase      | 50.000       |
| 2 | 21 januari 2002  | Algerije – Nigeria | 0 – 1            | Groepsfase      | 10.000       |
| 3 | 21 januari 2002  | Mali – Nigeria     | 0 – 0            | Groepsfase      | 50.000       |
| 4 | 25 januari 2002  | Liberia – Algerije | 2 – 2            | Groepsfase      | 4.000        |
| 5 | 28 januari 2002  | Mali – Algerije    | 2 – 0            | Groepsfase      | 50.000       |
| 6 | 3 februari 2002  | Nigeria – Ghana    | 1 – 0            | Kwartfinale     | 25.000       |
| 7 | 7 februari 2002  | Mali – Kameroen    | 0 – 3            | Halve finale    | 50.000       |
| 8 | 13 februari 2002 | Senegal – Kameroen | 0 – 0 (pen. 2–3) | Finale          | 50.000       |